# 托斯卡納柱式

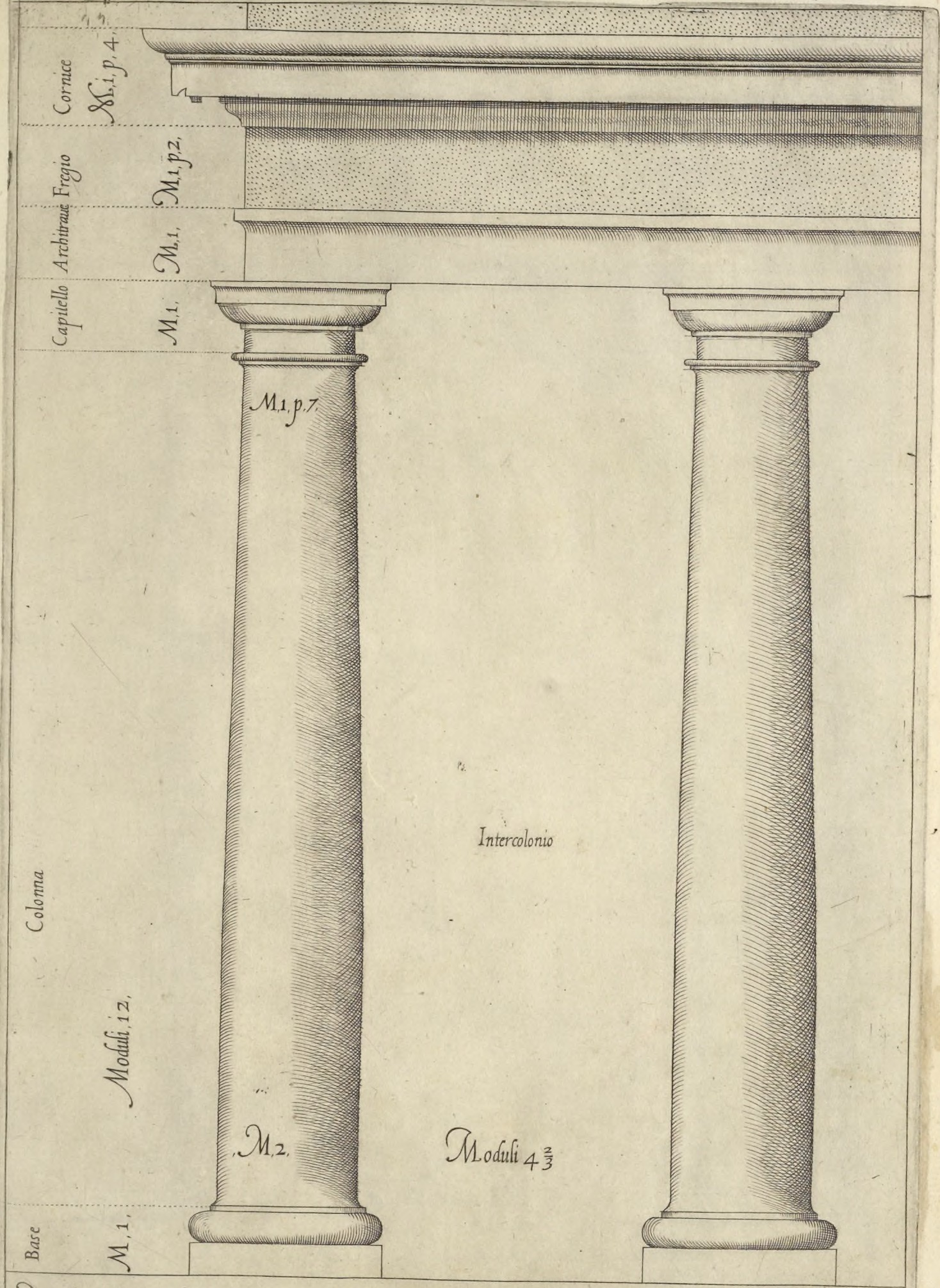
贾科莫·巴罗齐·达·维尼奥拉在《五種柱式規範》（Regola delli cinque ordini d'architettura，1563年）中說明的托斯卡納柱式

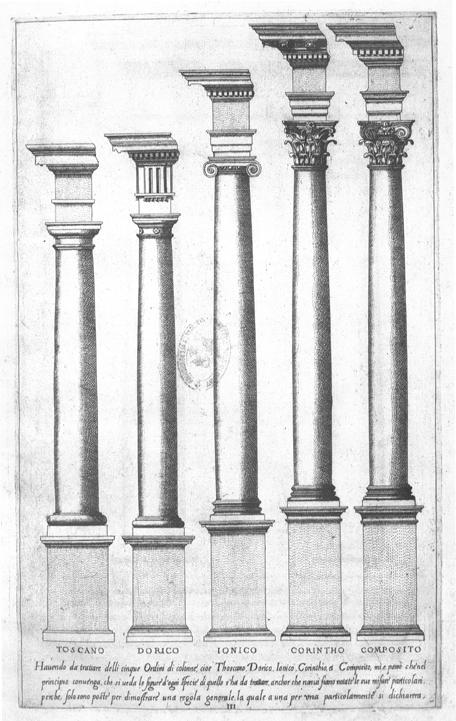
《五種柱式規範》所列出的古罗马五种主要柱式，托斯卡納柱式為最左側柱式。

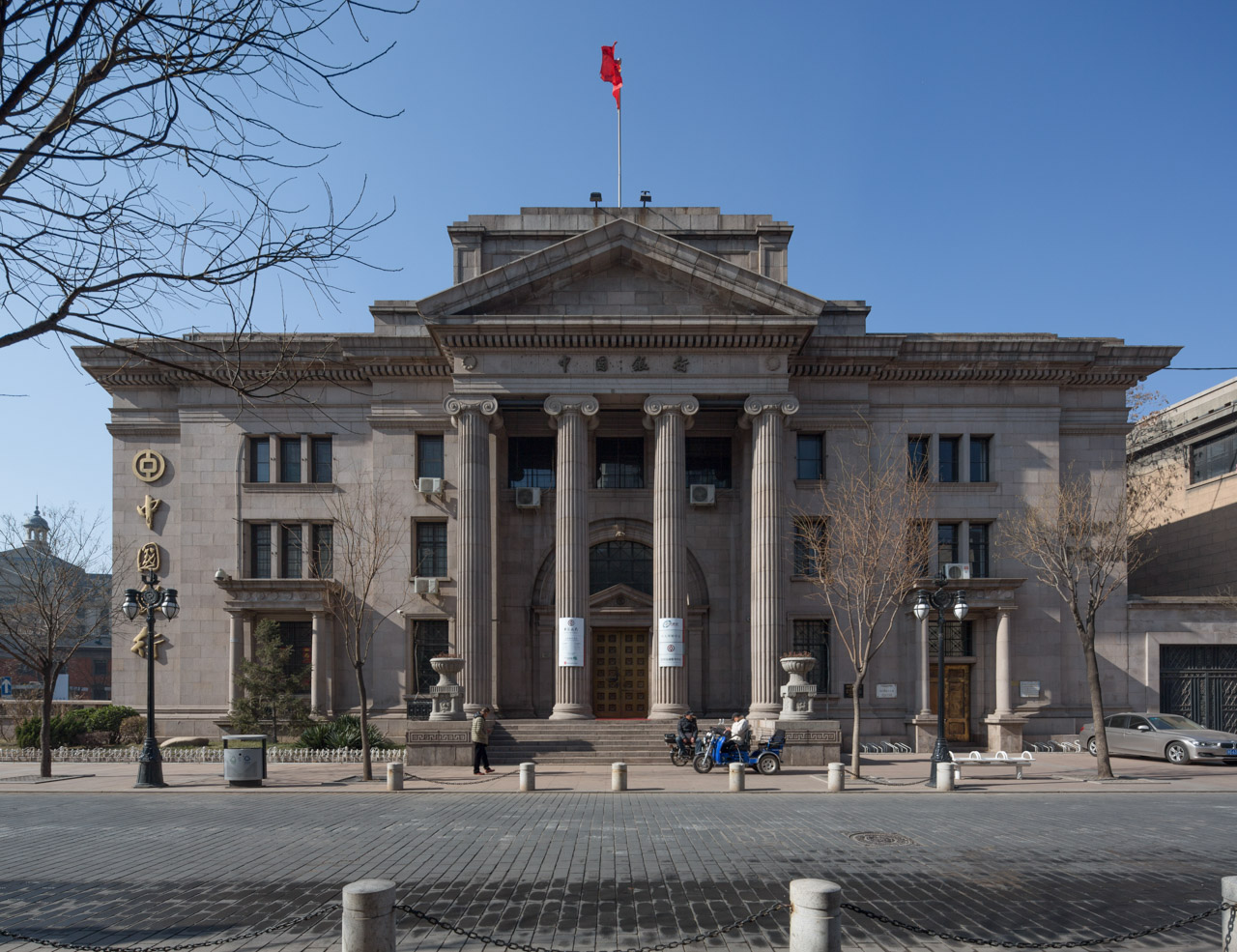
天津汇丰银行大楼东面两个旁门则设有两根塔司干式圆柱支撑着冰盘式样的檐形门罩

托斯卡納柱式是古罗马發展起來的兩個古典秩序柱式之一，另一個是混合柱式它的风格简约朴素，类似于多立克柱式，但是同多立克相比省去了柱子表面的凹槽。柱身长度与直径的比例大约是7：1，显得粗壮有力。

## 外部連結
- "Buffalo as an Architectural Museum" （页面存档备份，存于）: Tuscan
- Classical orders and elements